# Viktor Michailovič Ladviščenko
Viktor Michailovič Ladviščenko (Leningrado, 1930) è un pittore russo  membro dell’Associazione “Unione degli Artisti dell'URSS”. Attivo negli anni 60-80 del XX secolo, rappresentante della corrente post-staliniana del realismo socialista.

## Biografia
Nacque a Leningrado, odierna San Pietroburgo, nel 1930.
Compì i suoi studi presso l'Accademia delle Belle Arti e delle Industrie di Leningrado, diplomandosi con una specializzazione in pittura monumentale.
Il suo diploma (relatore A. A. Kazantsev, correlatore K. Ignatov), ideato insieme al collega Marat Ghirshevič Podoksin, aveva come tema la celebrazione dell'Armata Rossa: si trattava di un progetto per la decorazione pittorica dell'aula magna del Museo di Storia dell'artiglieria militare di San Pietroburgo.

## Attività artistica
Tra le opere a lui commissionate dallo Stato, si ricordano: i cartoni dei mosaici del Museo della Rivoluzione Socialista di Ottobre di San Pietroburgo (odierno Museo della Storia politica russa), realizzati nel 1973 con il collega M. Podoksin; l'affresco monumentale, dipinto a tempera nel Palazzo della Cultura,  il “Metallurgico”, presso la città Iževsk, anche questo frutto di una collaborazione con M. Podoskin (1975-76).
Nel 1965, Ladviščenko partecipò a Mosca alla storica mostra “In Difesa della Pace”, evento organizzato per la celebrazione del 20º anniversario della vittoria dell'URSS contro il blocco nazi-fascista. Tra i partecipanti vi furono artisti come Dmitrij Zhilinskij (1927 – 2005), che espose in quell'occasione la tela “ Ginnasti dell'URSS” .
Durante tutta la sua carriera artistica, Ladviščenko fu sempre iscritto all'associazione di Stato “Unione degli Artisti dell'URSS”.